# Asura clavula
Asura clavula är en fjärilsart som beskrevs av Van Eecke 1920. Asura clavula ingår i släktet Asura och familjen björnspinnare. Inga underarter finns listade i Catalogue of Life.